# Minamata (Film)
Minamata ist ein Filmdrama von Andrew Levitas, das im Februar 2020 bei den Filmfestspielen in Berlin seine Premiere feierte und im Februar 2021 in die US-Kinos kam. Die Filmbiografie erzählt von dem Fotografen W. Eugene Smith und wie er der Welt von einer Massenvergiftung mit Quecksilber in der japanischen Stadt Minamata berichtete.

## Handlung
Der US-Amerikaner W. Eugene Smith ist durch seine zahlreichen im Life-Magazin veröffentlichten „fotografischen Essays“ berühmt geworden. Nun im Jahr 1971 hat er sich ein wenig aus der Öffentlichkeit zurückgezogen. Während eines Auftrags in Asien drängt ihn seine japanische Übersetzerin Aileen, Minamata zu besuchen, um die verheerenden Auswirkungen einer Quecksilbervergiftung und der Minamata-Krankheit in den Küstengemeinden zu dokumentieren. Schuld an dieser Krankheit und der Umweltverschmutzung in der Gegend ist das Chemieunternehmen Chisso, aber auch die Behörden und gar die Regierung haben ihre Finger in diesem schmutzigen Spiel, das auf dem Rücken der Bevölkerung ausgetragen wird. 
Nur mit seiner Minolta-Kamera ausgerüstet, schafft es Smith, das Vertrauen der Einwohner von Minamata zu gewinnen. Er macht Aufnahmen, die die Welt auf das aufmerksam machen sollen, was die Menschen hier erleben mussten. Da man nicht will, dass Smith zu viele Missstände und das Netz aus Korruption aufdeckt, wird er zurück in die USA geschickt.

## Produktion

### Filmstab, Besetzung und Dreharbeiten

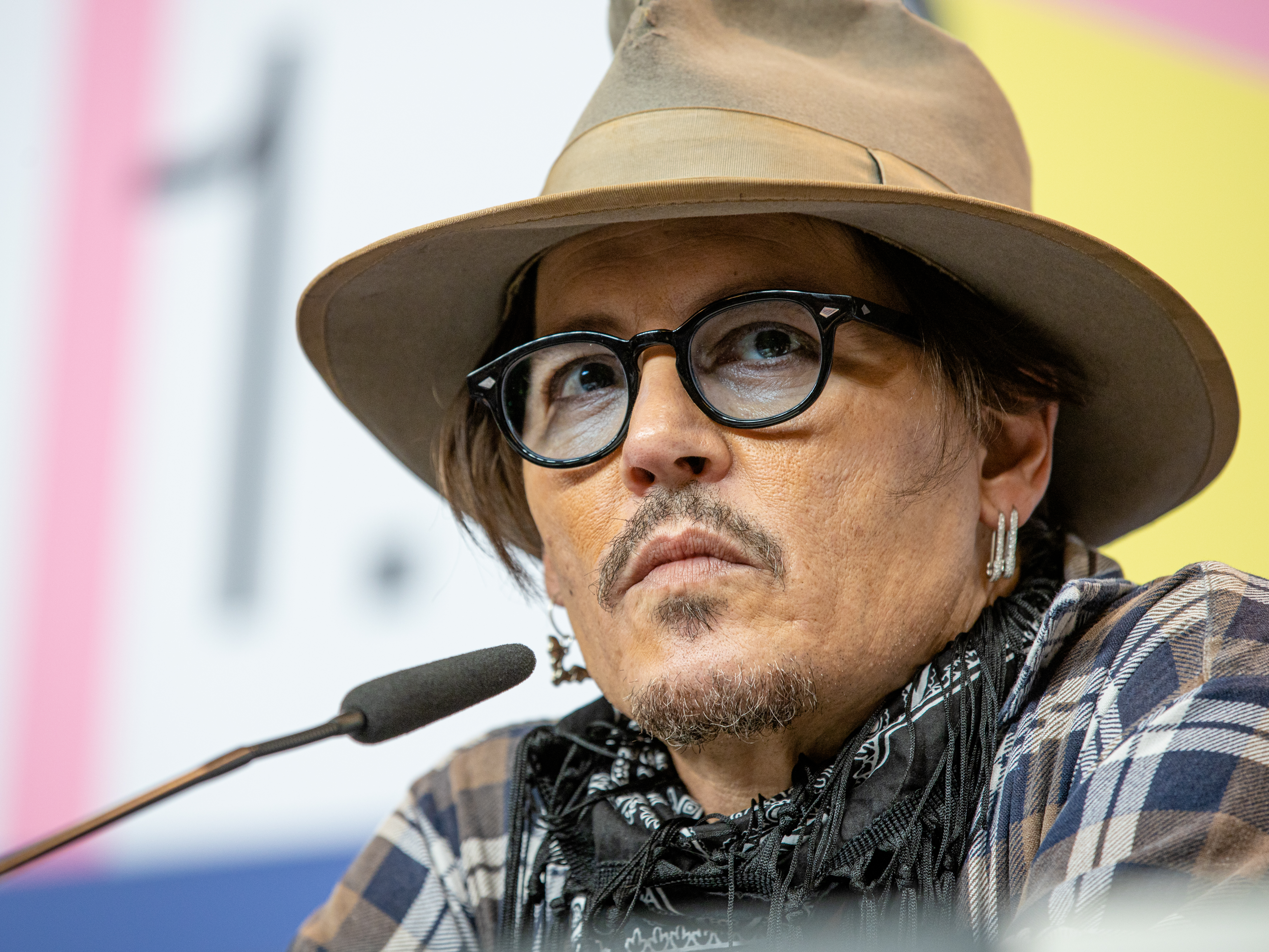
Johnny Depp, hier im Februar 2020 bei der Berlinale, spielt W. Eugene Smith

Für den US-amerikanischen Maler, Bildhauer, Fotografen und Schauspieler Andrew Levitas war Minamata nach seinem Debütfilm Lullaby (2014) der zweite Spielfilm. Gemeinsam mit David K. Kessler, Stephen Deuters und Jason Forman schrieb er auch das Drehbuch. 
Neben Johnny Depp in der Rolle von W. Eugene Smith sind Hiroyuki Sanada als Mitsuo Yamazaki, Bill Nighy als Robert „Bob“ Hayes und Minami als Smiths Übersetzerin Aileen zu sehen. Weitere Rollen wurden mit Jun Kunimura, Ryo Kase, Tadanobu Asano und Akiko Iwase besetzt.
Die Dreharbeiten fanden ab Januar 2019 in Minamata, Serbien und in Montenegro statt. Als Kameramann fungierte der Franzose Benoît Delhomme.

### Filmmusik und Veröffentlichung
Die Filmmusik komponierte Oscar-Preisträger Ryūichi Sakamoto. Das Soundtrack-Album mit insgesamt 22 Musikstücken wurde am 30. Juli 2021 von Milan Records auf Vinyl veröffentlicht. Darauf enthalten ist auch der End-Credits-Song One Single Voice von der walisischen Mezzo-Sopranistin Katherine Jenkins, die im Film Millie spielt.
Eine erste Vorstellung des Films erfolgte am 21. Februar 2020 im Rahmen der Filmfestspiele in Berlin. In den Vereinigten Staaten, Kanada, Deutschland und der Schweiz erwarb Metro-Goldwyn-Mayer die Vertriebsrechte. Der Film kam am 5. Februar 2021 in ausgewählte US-amerikanische Kinos und erschien am gleichen Tag auch als Premium-Video-on-Demand. Ein Coronavirus-bedingter Neustart in den US-Kinos erfolgte im Dezember 2021 beziehungsweise im Februar 2022. Am 8. April 2022 wurde er auch auf DVD veröffentlicht. Am 1. Dezember 2023 wurde der Film in das Programm von Prime Video aufgenommen.

## Rezeption
Von den bei Rotten Tomatoes aufgeführten Kritiken sind 78 Prozent positiv. Die durchschnittliche Bewertung liegt bei 6,3/10.